# Megaselia nefeloptera
Megaselia nefeloptera är en tvåvingeart som beskrevs av Bridarolli 1951. Megaselia nefeloptera ingår i släktet Megaselia och familjen puckelflugor. Inga underarter finns listade i Catalogue of Life.